# Naby Diarso
 (septembre 2009).
Si vous disposez d'ouvrages ou d'articles de référence ou si vous connaissez des sites web de qualité traitant du thème abordé ici, merci de compléter l'article en donnant les références utiles à sa vérifiabilité et en les liant à la section « Notes et références ».
Naby Diarso est un footballeur international guinéen né le 1er janvier 1977. Il a participé à plusieurs Coupe d'Afrique des nations avec l'équipe nationale de Guinée.

## Carrière
| Année | Club         | Pays   |
| ----- | ------------ | ------ |
| 2005  | Satellite FC | Guinée |
| 2006  | Satellite FC | Guinée |
| 2007  | Satellite FC | Guinée |
| 2008  | Satellite FC | Guinée |